# Weißendiez
Weißendiez is een kleine nederzetting in de Duitse gemeente Bad Salzungen in  Thüringen. De gemeente maakt deel uit van het Wartburgkreis.

## Geschiedenis
Het dorp wordt voor het eerst genoemd in een oorkonde uit 1315. 
Op 6 juli 2018 werd Tiefenort, waar Weißendiez onder vier, opgenomen in de gemeente Bad Salzungen.